# Barrio Chino (Ciudad de México)
El Barrio Chino es una zona localizada en el Centro Histórico de la Ciudad de México, cerca del Palacio de Bellas Artes. Consta de dos cuadras de la calle de Dolores e incluye varios restaurantes y negocios de importación. Sirve como punto de referencia cultural para las aproximadamente 3,000 familias con herencia china que viven en la Ciudad de México.

## Historia
Su historia está ligada a la historia de la inmigración china a México entre los años 1880 y los 1950. Entre los años 1880 y 1910, durante el período de Porfirio Díaz, el gobierno mexicano probaba a modernizar el país, especialmente en construir ferrocarriles y desarrollando los estados poco poblados del norte. Como el gobierno no podía atraer bastantes inmigrantes europeos occidentales, empezó a atraer trabajadores chinos al país. Al principio, las comunidades chinas pequeñas aparecieron mayoritariamente en el norte del país, pero al principio del siglo XX, las comunidades chinas podrían ser encontradas en muchas partes del país, incluida la Ciudad de México.
El Arco Chino se construyó el 16 de febrero de 2008 como parte de un esfuerzo para convertir el barrio pequeño en una atracción turística. Fue inaugurado por el entonces Jefe de Gobierno de la Ciudad del México, Marcelo Ebrard, y el embajador chino, Yen Hengmin, para conmemorar la inmigración china a la ciudad, así como para mejorar relaciones entre la ciudad y la República Popular China. Se encuentra en la Plaza Santos Degollado, una cuadra al oeste de la calle de Dolores. Está hecho de acero-hormigón reforzado, y cubierto en cerámica, granito y mármol, y está decorado con dos estatuas grandes de leones, uno en cada lado.